# Marco Rubio
Marco Antonio Rubio (Miami, Florida, 28. svibnja 1971.) američki je političar, diplomat i odvjetnik koji služi kao 72. državni tajnik Sjedinjenih Država i vršitelj dužnosti administratora USAID-a od 2025. Član je Republikanske stranke, služio je kao senator Sjedinjenih Država s Floride od 2011. do 2025. i bio je kandidat za predsjednika Sjedinjenih Država u republikanskim predizborima 2016.
Rubio je kubanski Amerikanac iz Miamija na Floridi. Nakon što je 1990-ih služio kao gradski povjerenik za West Miami, izabran je 2000. da predstavlja 111. okrug u Zastupničkom domu Floride. Nakon toga je izabran za predsjedavajućeg Zastupničkog doma Floride; služio je dvije godine počevši od studenog 2006. Nakon što je 2008. napustio zakonodavno tijelo Floride zbog ograničenja mandata, Rubio je predavao na Međunarodnom sveučilištu Florida.
U trostranoj utrci, Rubio je 2010. izabran u američki Senat. U travnju 2015. pokrenuo je predsjedničku kandidaturu umjesto da traži ponovni izbor. Svoju predsjedničku kampanju obustavio je 15. ožujka 2016. nakon što je izgubio od Donalda Trumpa na predizborima republikanaca u Floridi. Zatim se kandidirao za ponovni izbor u Senat i dobio drugi mandat. Unatoč kritiziranju Trumpa tijekom njegove predsjedničke kampanje, Rubio ga je podržao prije općih izbora 2016. i uvelike je podržavao njegovo predsjedništvo. 
Zbog svog utjecaja na američku politiku prema Latinskoj Americi tijekom prve Trumpove administracije, opisivan je kao „virtualni državni tajnik za Latinsku Ameriku”. Također se smatra jednim od najtvrđih članova Kongresa u pogledu Kine i Kineske komunističke partije. Kineska ga je vlada dvaput sankcionirala 2020. i zabranjen mu je ulazak u Kinu. 
Rubio je postao viši senator Floride u siječnju 2019., nakon poraza bivšeg senatora Billa Nelsona, te je ponovno izabran za treći mandat 2022., porazivši demokratskog kandidata Vala Demingsa u uvjerljivoj pobjedi. Rubio je podržao Trumpa za predsjednika 2024.
U studenom 2024. novoizabrani predsjednik Trump objavio je svoju namjeru da Rubia imenuje za državnog tajnika Sjedinjenih Država u svojoj drugoj administraciji. Rubio je jednoglasno potvrđen od strane Senata SAD-a i preuzeo je dužnost 21. siječnja 2025. On je prvi Hispanoamerikanac na toj poziciji, što ga čini najvišim dužnosnikom Hispanoamerikanaca u povijesti SAD-a. Rubio je također prvi iz Floride koji je obnašao dužnost državnog tajnika.